# Process art
A Process Art egy művészeti irányzat. Alan Saret, Richard Serra, Lynda Benglis, Eva Hesse, Robert Morris, Keith Sonnier és Bruce Nauman nevéhez kötődik a process art.

## Process art, land art és minimal art
A process art szoros összefüggésben van a land art-tal, a természettel való szoros kapcsolat fenntartása végett és mindkét irányzat nagyon erősen az aktuális időhöz kötődik.
A process art és a land art a modernizmus utolsó irányzatával, a minimal arttal szembehelyezkedve jött létre, annak gyárszerű termelésével, strukturális tisztaságával, sterilitásával, időtlenségével helyezkedett szembe. Természetesen a minimal art-on belül, voltak olyan törekvések, melyek ezt a fajta zártságot, geometriai tisztaságot, a csak önmagára utaló jel-struktúraszerűséget megtámadták. Például Donald Judd csinált olyan sorozatokat, melyeknél 100 alapformát dolgozott, fel, – de belső variációi révén mindegyik egy kicsit más volt.

## Az irányzat jellemzői
A process art lényege: a művész személyiségét, alakító gesztusait, a művész-egót maximálisan háttérbe szorítja, visszavonja (ilyen módon követi a minimalizmus elképzeléseit, de szembehelyezkedik a performansszal), de ehelyett az anyag belső tulajdonságait használja fel, az anyag mozgásaiban lévő tulajdonságokat metaforikusan értelmezi (ilyen szempontból lesz fontos Eva Hesse, aki ezeket az átalakulási folyamatokat az emberi egzisztenciával köti össze és értelmezi). Az alkotás folyamatán van a hangsúly. A természet hozza létre a műveket, roncsolja, változtatja, őket. 
A harmadik dimenzió mellett megjelenik az idő is. Az anyag közvetlen, aktív, időbeli párbeszéde hozza létre a művet. A kész, befejezett műalkotás helyett ebben az irányzatban az idő láthatóvá tételéért folyik a küzdelem, méghozzá leginkább fotósorozatok segítségével. 
A folyamatművészet szoros kapcsolatban áll a konceptuális hozzáállással, hiszen a mű itt-is, akárcsak a conceptual art-ban nem annyira a „valóságról”, hanem mindenekelőtt önmagáról vall. 

## Az irányzat megjelenési formái
Richard Serra gumiszobrai és Robert Morris filc-szobrai jelzik azt a változást, mely átmenetet mutat a posztminimalizmusból a process-art felé. Mivel az aktuális időhöz kötődnek; a forma a mulandóság és változékonyság feltételeiből születik meg.
Az „implide-body" kategóriája elrejtett testet jelent. Ebben az esetben a művész olyan tárgyakkal, anyagokkal dolgozik, melyek erősen az emberi test múlékonyságát, romlandóságát idézik fel. Tehát a test asszociációját felkeltő tárgyak a művész hiányzó testét idézik meg azáltal, hogy egy rendkívül erős anyagisággal, érzékiséggel vannak jelen a műben. A hiányzó- és jelenlévő kategóriája. Mindezek kezdetei Eva Hessehez nyúlnak vissza. Tehát ő volt az, aki legelőször alkalmazott jellegzetesen feminin technikákat (organikus, képlékeny anyagok, – valamint horgolás, szövés, stb.) Ezek a technikák rendkívüli kézügyességet, koncentrációt, fizikai munkát igényelnek, „lenézett" munkák (mintegy szolidaritást vállalva, az ilyen munkát végző nőtársaival).

## A process art története
A process art felvirágzásához hozzájárult több, a hatvanas években rendezett összefoglaló kiállítás. A két legsikeresebb: a New York-i Whitney Museumban rendezett Antiillúzió: eljárások/ /anyagok című bemutató és az Edmonton Art Galleryben összeállított Hely és folyamat című tárlat.

## A process art művészi attitűd
Szemben a performansszal – mely ugyanígy a minimalizmussal szemben jött létre (erősen személyes aktusok, személyiségek jelentek meg) – a process-művészek sokkal inkább a természeti folyamatok személytelen eszközeit használják fel. Organikus, természetes anyagokat alkalmaznak: gumit, fát, füvet, jeget, fűrészport, olajat, illékony anyagokat, stb. Maga a természet hozza létre a művet, – maga az idő (amely folyamatokat láttunk már Beuys művészetében is). Az anyag változásai; az anyaggal való személyes kapcsolat fontossága; aktív és időbeli küzdelem; – már az absztrakt expresszionizmusban, tacheizmusban is megjelent. 
Tehát egy új műalkotási folyamat figyelhető meg a '60-as évektől kezdve, mely megint csak Marcel Duchamptól ered. Ez, az a fajta alkotói módszer, mely nem direkt módon, behatárolt, artisztikus, magasművészeti eszközökkel hozza létre a műalkotást, hanem éppen ellenkezőleg: iparos munkákat szabadidő munkákat, játékot, művészeten kívüli elveket használ fel.
Művészi gesztusok: halmozás, függesztés, szétszórás, ragasztás.